# 双重否定 (视觉特效工作室)
双重否定 (英语：Double Negative，别称：DNeg)是一家从事影视视觉效果和电脑动画制作的公司，它于1998年在英国伦敦成立。
该公司曾给电影《盗梦空间》、《星际穿越》和《机械姬》制作视觉效果，并因此3次摘得奥斯卡奖。此外，双重否定还因给《盗梦空间》、《大侦探福尔摩斯》、《星际穿越》等电影制作视觉效果而多次获得美国视觉效果协会颁发的奖项， 并凭借电影《盗梦空间》、《哈利·波特与死亡圣器（下）》和《星际穿越》获得过英国电影学院奖。
双重否定公司总部位于伦敦菲茨罗维亚，在蒙特利尔，渥太华，孟买，金奈，和洛杉矶设有办事处。
继Milk VFX公司后，双重否定从《神秘博士》第11季开始成为该节目的主要视觉效果制作团队。

## 历史

### 成立
该公司成立于1998年，成立之初公司员工人数为30人， 之后公司人数增长到一千多人，成为欧洲最大的视觉效果工作室。 

### 国际扩张
2009年，双重否定公司在新加坡开设了办事处， 该办事处在2016年三月被关闭。
2014年，双重否定公司与Prime Focus World公司合并， 此举让Prime Focus公司得以跻身成为世界顶级的视觉效果公司。两家公司在合并后宣布接下来要在孟买设立分公司的计划。

## 影片目录

### 制作中
- 《2.0（英语：2.0_(film)）》

### 已完成
- 《复仇者联盟3：无限战争》
- 《波西米亚狂想曲》
- 《死侍2》
- 《神奇动物在哪里：格林德沃之罪》
- 《哥斯拉：怪兽之王》
- 《福尔摩斯与华生》
- 《敌对分子》
- 《飓风抢劫》
- 《深海巨鲨》
- 《王座之子（英语：The Kid Who Would Be King）》
- 《碟中谍6：全面瓦解》
- 《X战警：新变种人》
- 《环太平洋：雷霆再起》
- 《红雀》
- 《毒液》
- 《史前一万年》
- 《2012》
- 《美國刺客》
- 《蚁人》
- 《刺客信条》
- 《极盗车神》
- 《蝙蝠侠：侠影之谜》
- 《蝙蝠侠大战超人：正义黎明》
- 《超级战舰》
- 《黑豹》
- 《银翼杀手2049》
- 《谍影重重4：伯恩的遗产》
- 《谍影重重3》
- 《间谍之桥》
- 《美国队长》
- 《人类之子》
- 《苜蓿地》
- 《蝙蝠侠：黑暗骑士》
- 《蝙蝠侠：黑暗骑士崛起》
- 《达芬奇密码》
- 《毁灭战士》
- 《敦刻尔克》
- 《机械姬》
- 《速度与激情8》
- 《空战英豪》
- 《哥斯拉》
- 《哈利·波特与死亡圣器（上）》
- 《哈利·波特与死亡圣器（下）》
- 《哈利·波特与火焰杯》
- 《哈利·波特与“混血王子”》
- 《哈利·波特—凤凰社的密令》
- 《地狱男爵2：黄金军团》
- 《热血警探》
- 《饥饿游戏3：嘲笑鸟（下）》
- 《盗梦空间》
- 《星际穿越》
- 《钢铁侠2》
- 《异星战场：约翰·卡特传奇》
- 《正义联盟》
- 《天国王朝》
- 《悲惨世界》
- 《异星觉醒》
- 《超人：钢铁之躯》
- 《碟中谍5：神秘国度》
- 《新木乃伊》
- 《外星人保罗》
- 《神奇海盗团》
- 《星际传奇》
- 《傲慢与偏见》
- 《007：大破量子危机》
- 《歪小子斯科特》
- 《僵尸肖恩》
- 《大侦探福尔摩斯》
- 《白雪公主与猎人》
- 《007：幽灵党》
- 《星际迷航3：超越星辰》
- 《雷神2：黑暗世界》
- 《雷神3：诸神黄昏》
- 《全面回忆》
- 《生命之树》
- 《93号航班》
- 《神奇女侠》
- 《世界尽头》
- 《世贸中心》
- 《八佰》
- 《长津湖》
- 《極地之王》
- 《蚁人2：黄蜂女现身》